# Calendula arvensis

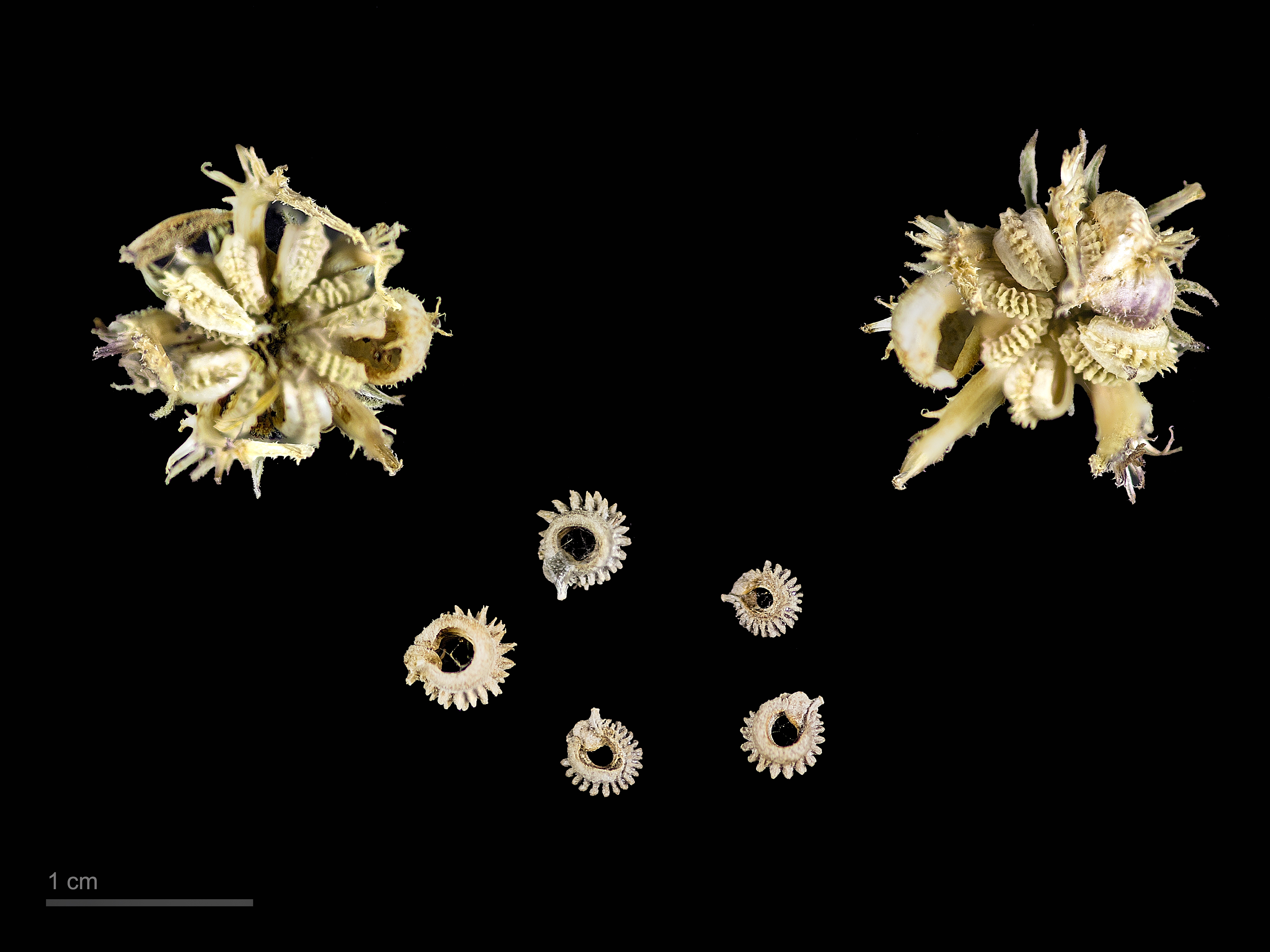
Calendula arvensis

Calendula arvensis là một loài thực vật có hoa trong họ Cúc. Loài này được (Vaill.) L. mô tả khoa học đầu tiên năm 1763.